# Esther Morales i Fernández
Esther Morales i Fernández (Barcelona, 9 d'agost del 1985) és una nedadora catalana establerta des de molt petita a Sitges, que en l'actualitat (2013) viu a Mallorca.

## Biografia
Amb una discapacitat física (agenèsia a la mà esquerra), està classificada en les categories de nedadors S10, SB9 i SM10. Començà a nedar als tres anys i durant un llarg període formà part del Club Natació Sitges; en l'actualitat és membre de l'«Illes Balears Swim Team». El 2013 (i des del 2006) vivia a la ciutat de Mallorca. Participà en els Jocs Paralímpics d'estiu Sidney 2000, Atenes 2004, Pequín 2008 i Londres 2012.
Al campionat d'Alemanya de natació adaptada de Berlín del 2003 va fer el rècord mundial en 50 m. esquena per a la categoria S10 (36.40), i al campionat d'Europa de natació adaptada de Reykjavík del 2009 obtingué el rècord europeu de 100 m. esquena categoria S10 amb 1:13.45
Va fer la llicenciatura de Comunicació Àudiovisual, que començà a la Universitat Pompeu Fabra el 2004. Al mateix any 2004 va ser guardonada amb el Premi Trinitat Catasús, per la difusió internacional del nom de Sitges.